# 圣约堂 (波士顿)
圣约堂（Church of the Covenant）是波士顿的一座教堂，该市地标，位于纽伯里街67号，由中央公理会教堂（Central Congregational Church）和第一长老会教堂（First Presbyterian Church）在1932年合并而成，建于1865-1867年，当时是中央公理会教堂，现在同时隶属于美国长老会和联合基督教会。

## 历史
该堂用罗克斯伯里砾岩建造，哥特复兴建筑风格，是最早迁入后湾的教堂之一，主要由创建贝兹学院的实业家本杰明·贝兹捐资兴建，由理查德·普强公司设计。其尖顶高240-英尺（73-），超过邦克山纪念碑。奥利弗·温德尔·霍姆斯说：“我们在波士顿有一个尖顶，用我的眼睛看似乎绝对完美 -就是纽伯里街和伯克利街转角中央堂的尖顶。” 在19世纪90年代，该堂装饰了蒂芙尼公司的花窗玻璃和马赛克，以及蒂芙尼公司的雅各·阿道夫·霍尔泽为1893年芝加哥哥伦布纪念博览会设计的一种电-光吊灯。 
2012年10月，该堂以“中央公理会教堂”之名列为国家历史地标，以表彰其独特的室内装饰。